# Small Faces
De Small Faces was een Britse rockgroep uit de jaren zestig van de 20e eeuw. Samen met The Who speelden ze een aanzienlijke rol in de Modbeweging. De voornaamste leden waren Steve Marriott, Ronnie Lane en Kenney Jones.

## Geschiedenis
Hun debuutsingle, Whatcha Gonna Do About It, geschreven door Ian Samwell, kwam uit in 1965 en was een kleine hit in eigen land. Hun volgende single, I've Got Mine, haalde de hitparades niet, en toetsenist Jimmy Winston verliet de band. Ian McLagan nam zijn plaats in. In het voorjaar van 1966 hadden ze hun eerste grote hit vast in Engeland met Sha-La-La-La-Lee, een nummer van Mort Shuman. In de zomer van dat jaar piekte hun populariteit toen All or Nothing de top van de Britse hitlijsten haalde, achteraf gezien hun enige nummer 1-hit in eigen land.
Hun eerste album, Small Faces, kwam ook uit in 1966 en bleek erg succesvol te zijn. Begin 1967 ruilden ze Decca Records in voor het Immediate Records label van Rolling Stones-producer Andrew 'Loog' Oldham. In de fameuze Summer of Love brachten ze het nummer uit waar ze nog altijd bekend om zijn: Itchycoo Park. Dit psychedelische lied werd vooral gekenmerkt door een pril gebruik van phasing. De opvolger Tin Soldier gaat door als een van de krachtigste rocksongs aller tijden.
In 1968 kwam hun inmiddels vierde album uit, Ogdens' Nut Gone Flake, waarvan een kant was gebaseerd op een sprookje. Het album kreeg uitstekende kritieken, behaalde in Engeland de eerste plaats en zorgde zo voor een tweede hoogtepunt in hun carrière. Op het album kwam ook de eerder al succesvolle hitsingle Lazy Sunday te staan. De zin "Lazy sunday afternoon... I've got no mind to worry, close my eyes and drift away...." geeft een treffend beeld van de flowerpowerperiode. De elpee stak in een ronde hoes. Deze hoes kon worden opengeslagen en gaf dan de binnenkant van een tabaksdoos te zien, compleet met een pakje vloeitjes. Verder uitgevouwen werden vier zwart-witfoto's zichtbaar van de afzonderlijke groepsleden, die enigszins schuil gingen achter een gordijn van sigarettenrook. 
Daarna brachten de Small Faces nog twee singles uit, maar noch het lijzige en folksy The Universal noch het hartverscheurende Afterglow of your love (waarvoor geen promotie werd gevoerd gezien de band al was ontbonden) konden het commercieel succes van Lazy Sunday evenaren. 
Toen Marriott in 1969 plotseling de band verliet om, met onder anderen Peter Frampton (ex-The Herd), de supergroep Humble Pie op te richten, probeerden de overige leden de Small Faces voort te zetten en rekruteerden daartoe Rod Stewart en Ron Wood. Kort daarna veranderden ze hun naam in de Faces. In de eerste helft van de jaren zeventig scoorden ze, vooral live, heel veel succes. Stewarts solocarrière kwam stilletjes aan meer en meer op de voorgrond.
In 1977 kwamen de Small Faces voor korte tijd weer bij elkaar, zonder Ronnie Lane. Rick Wills verving hem op bas. Wills ging later 13 jaar lang bas spelen bij Foreigner.
De meeste nummers van de Small Faces werden geschreven door zanger-gitarist Steve Marriott en bassist Ronnie 'Plonk' Lane. Deze talentrijke tandem is al geruime tijd overleden: Marriott kwam om in een huisbrand in 1991, Lane stierf in 1997 aan multiple sclerose. Eind 2014 overleed toetsenist Ian McLagan ten gevolge van een beroerte.

## Trivia
Small Faces is ook de naam van een Britse film uit 1996, geregisseerd door Gillies MacKinnon. De film speelt zich af in Glasgow anno 1968, maar houdt geen verband met de groep.

## Samenstelling
- Steve Marriott - zang, gitaar (1965–1969, 1975–1978)
- Ronnie Lane - basgitaar, zang (1965–1969, 1975)
- Jimmy Winston - toetsen (1965)
- Kenney Jones - drums (1965–1969, 1975–1978)
- Ian McLagan - toetsen, zang (1966–1969, 1975–1978)
- Rick Wills - basgitaar (1976–1978)
- Jimmy McCulloch - gitaar (1977)

## Discografie

### Albums
- Small Faces (Decca 1966)
- From the Beginning (Decca 1967)
- Small Faces (Immediate 1967)
- Ogdens' Nut Gone Flake (Immediate 1968)
- The Autumn Stone (Immediate 1969, compilatie)
- Magic Moments (Immediate 1976, compilatie)
- Playmates (Atlantic 1977)
- 78 in the Shade (Atlantic 1978)

### Singles
- Whatcha Gonna Do About It / What's a Matter Baby (Decca 1965)
- I've Got Mine / It's Too Late (Decca 1965)
- Sha-La-La-La-Lee / Grow Your Own (Decca 1966)
- Hey Girl / Almost Grown (Decca 1966)
- All or Nothing / Understanding (Decca 1966)
- My Mind's Eye / I Can't Dance with You (Decca 1966)
- I Can't Make It / Just Passing (Decca 1967)
- Patterns / E Too D (Decca 1967)
- Here Come the Nice / Talk to You (Immediate 1967)
- Itchycoo Park / I'm Only Dreaming (Immediate 1967)
- Tin Soldier / I Feel Much Better (Immediate 1967)
- Lazy Sunday / Rollin' Over (Immediate 1968)
- The Universal / Donkey Rides, a Penny a Glass (Immediate 1968)
- Afterglow (Of Your Love) / Wham Bam, Thank You Man (Immediate 1968)

### NPO Radio 2 Top 2000
| Nummers met noteringen in de NPO Radio 2 Top 2000 | '99  | '00  | '01  | '02  | '03  | '04  | '05  | '06  | '07  | '08  | '09  | '10  | '11  | '12  | '13  | '14  | '15  | '16  | '17  |
| ------------------------------------------------- | ---- | ---- | ---- | ---- | ---- | ---- | ---- | ---- | ---- | ---- | ---- | ---- | ---- | ---- | ---- | ---- | ---- | ---- | ---- |
| All or Nothing                                    | 1009 | 1243 | 1031 | 1212 | 1412 | 1177 | 1162 | 1157 | 1564 | 1266 | 1283 | 1526 | 1621 | 1756 | 1651 | -    | -    | -    | -    |
| Itchycoo Park                                     | 877  | 922  | 1145 | 751  | 945  | 976  | 1106 | 1243 | 1823 | 1208 | 1272 | 1606 | 1639 | -    | 1925 | -    | -    | -    | -    |
| Lazy Sunday                                       | 1074 | 1110 | 1201 | 1543 | 1227 | 1366 | 1361 | 1757 | -    | 1782 | 1611 | 1679 | 1716 | -    | 1968 | -    | -    | -    | -    |
| Tin Soldier                                       | -    | 1013 | -    | 1439 | 1101 | 1061 | 1252 | 1327 | 1595 | 1339 | 1501 | 1698 | 1797 | -    | 1546 | 1672 | 1935 | 1993 | 1822 |

1. ↑  Een '-' betekent dat het nummer niet was genoteerd en een vetgedrukt getal geeft de hoogste notering van een nummer aan.
2. ↑  Deze tabel is bijgewerkt tot en met de laatste editie (2024).